# Iphiaulax ornatiscapus
Iphiaulax ornatiscapus är en stekelart som beskrevs av Cameron 1912. Iphiaulax ornatiscapus ingår i släktet Iphiaulax och familjen bracksteklar. Inga underarter finns listade i Catalogue of Life.